# ヴァイゼンドルフ
ヴァイゼンドルフ (ドイツ語: Weisendorf) は、ドイツ連邦共和国バイエルン州ミッテルフランケンのエアランゲン＝ヘーヒシュタット郡に属す市場町。

## 地理

### 位置
この町は、エアランゲンの約15km西に位置し、エアランゲンへの通勤者に人気の住宅地となっている。

### 自治体の構成
この町は、公式には14の地区 (Ort) からなる。このうち小集落や孤立農場などを除く集落を以下に列記する。
| - ボックスブルン - ブーフ - カイルリンダッハ - ミッテルドルフ - ナンケンドルフ - ノイエンビュルク - オーバーリンダッハ | - ライナースドルフ - ロイト - レーツェルスドルフ - ザウアーハイム - シュミーデルベルク - ヴァイゼンドルフ |

## 歴史
文献上で初めて言及されるのは、1288年である。

## 行政

### 議会
ヴァイゼンドルフの議会は、町長を含む21議席からなる。

### 紋章
図柄: 金地と青地で左右に分割。向かって左は、銀の斜め帯に、赤い爪や舌で威嚇する黒い獅子。向かって右は、緑色の3つの峰を持つ山から、3つの金色の花を付けたキンセンカが大きく描かれている。
1949年11月30日に州内務省に登録された。このヴァイゼンドルフの紋章は2つの部分に分けられる。向かって左側は、金地に赤い爪・赤い舌の黒い獅子はバンベルク司教区の紋章である。左下から右上に銀の斜め帯も描かれている。これによりヴァイゼンドルフが1802年までこの司教区のレーエンであったことが示されている。向かって右半分はヴァイゼンドルフ特有の図柄で、空色を背景に、緑の土地から、緑の葉、緑の茎をもつ金色のキンセンカが大きく描かれている。

## 引用
1. ↑  https://www.statistikdaten.bayern.de/genesis/online?operation=result&code=12411-003r&leerzeilen=false&language=de Genesis-Online-Datenbank des Bayerischen Landesamtes für Statistik Tabelle 12411-003r Fortschreibung des Bevölkerungsstandes: Gemeinden, Stichtag (Einwohnerzahlen auf Grundlage des Zensus 2011)
2. ↑  Bayerische Landesbibliothek Online